# Abavorana

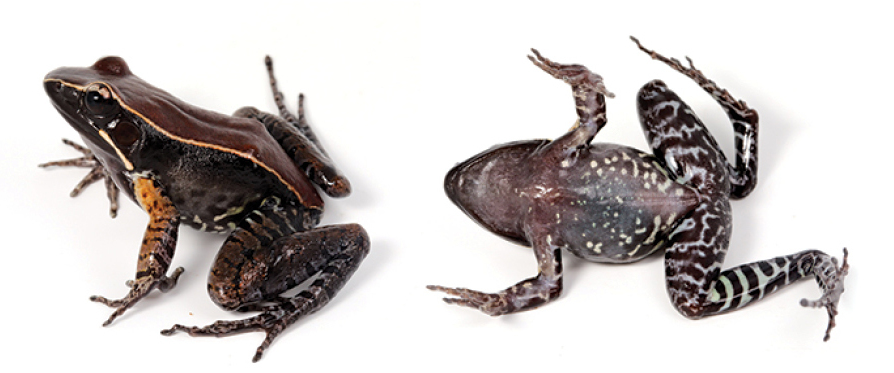
Imagen de taxón.

Abavorana es un género de ranas verdaderas que se encuentran en el sudeste asiático, concretamente en la península malaya, Sumatra y Borneo.   Las especies de este género se clasificaron anteriormente en el género Hylarana, pero se reclasificaron en el nuevo género Abavorana luego de una revisión filogenética de Hylarana en 2015. 

## Especies
Hay tres especies en este género: 
- Abavorana decorata (Moquard, 1890)
- Abavorana luctuosa (Peters, 1871)
- Abavorana nazgul Quah, Anuar, Grismer, Wood, Azizah y Muin, 2017